# Kate Capshaw
Kathleen Sue Nail (Fort Worth, 3 de novembro de 1953) é uma atriz estadunidense. Foi casada com Robert Capshaw, de quem ainda usa o sobrenome, e é desde 1991 casada com o cineasta Steven Spielberg. Seu papel mais marcante foi de Willie Scott, dançarina e cantora de cabaré que se envolve em encrencas ao lado de Indiana Jones em Indiana Jones e o Templo da Perdição.

## Filmografia
- 2002 - Due East (TV)
- 1999 - A carta anônima (Love letter, The)
- 1997 - O alarmista (Life during wartime)
- 1997 - Segredos imperdoáveis
- 1996 - No dogs allowed
- 1995 - Duke of groove (TV)
- 1995 - Colcha de retalhos (How to make an American quilt)
- 1995 - Justa causa (Just cause)
- 1994 - Love Affair - Segredos do coração (Love Affair)
- 1994 - Meus problemas com os vizinhos (Next door) (TV)
- 1992 - Shattered lullabies
- 1991 - My heroes have always been cowboys
- 1990 - Armadilhas do amor (Love at large)
- 1989 - Chuva negra (Black Rain)
- 1988 - A outra face do crime (Internal affairs) (TV)
- 1987 - Casais por acaso (Ti presento un'amica)
- 1987 - A vida secreta de Anne (Her secret life) (TV)
- 1987 - No rastro da violência (Quick and the dead, The) (TV)
- 1986 - Os donos do poder (Power)
- 1986 - Spacecamp - Aventura no espaço (SpaceCamp)
- 1984 - Best Defense (A Melhor Defesa é o Ataque)
- 1984 - O sonho não acabou (Windy city)
- 1984 - A morte nos sonhos (Dreamscape)
- 1984 - Indiana Jones e o templo da perdição (Indiana Jones and the Temple of Doom)
- 1982 - Missing children: A mother's story (TV)
- 1982 - Little sex, A

## Ligação externa
- Kate Capshaw. no IMDb.
- Kate Capshaw no AdoroCinema